# Alchemilla compactilis
Alchemilla compactilis é uma espécie de rosácea do gênero Alchemilla, pertencente à família Rosaceae.